# Elen (Dilsen-Stokkem)
Elen (lim. Ieële) – dzielnica (deelgemeente) miasta Dilsen-Stokkem w Belgii, w Regionie Flamandzkim, w prowincji Limburgia, w okręgu Maaseik. 1 stycznia 2020 roku liczyła 2612 mieszkańców. Do 31 grudnia 1970 samodzielna gmina. 

## Demografia
Liczba mieszkańców, stan na 1 stycznia:
| Rok                | 1930 | 1961 | 2020 |
| ------------------ | ---- | ---- | ---- |
| Liczba mieszkańców | 1287 | 1677 | 2612 |